# Kasten (Behälter)
Als Kasten bezeichnet man in Deutschland im Allgemeinen einen stabilen, zumeist rechteckigen Behälter mit oder ohne Deckel zur Aufbewahrung von Gegenständen oder bestimmten Materialien. Davon abgeleitet werden auch Unterbringungen für Lebewesen (Nistkasten) oder andere markante Bereiche (Sandkasten,  Hickelkasten) „Kasten“ genannt. 
Der Behälter heißt in Österreich und in der Schweiz Kiste (z. B. Bierkiste, Werkzeugkiste statt -kasten); zu den Bedeutungen von Kasten in diesen Ländern siehe Kasten (Begriffsklärungsseite).
Man unterscheidet unter anderem
Nach Inhalt
- Aschkasten eines Brennraumes

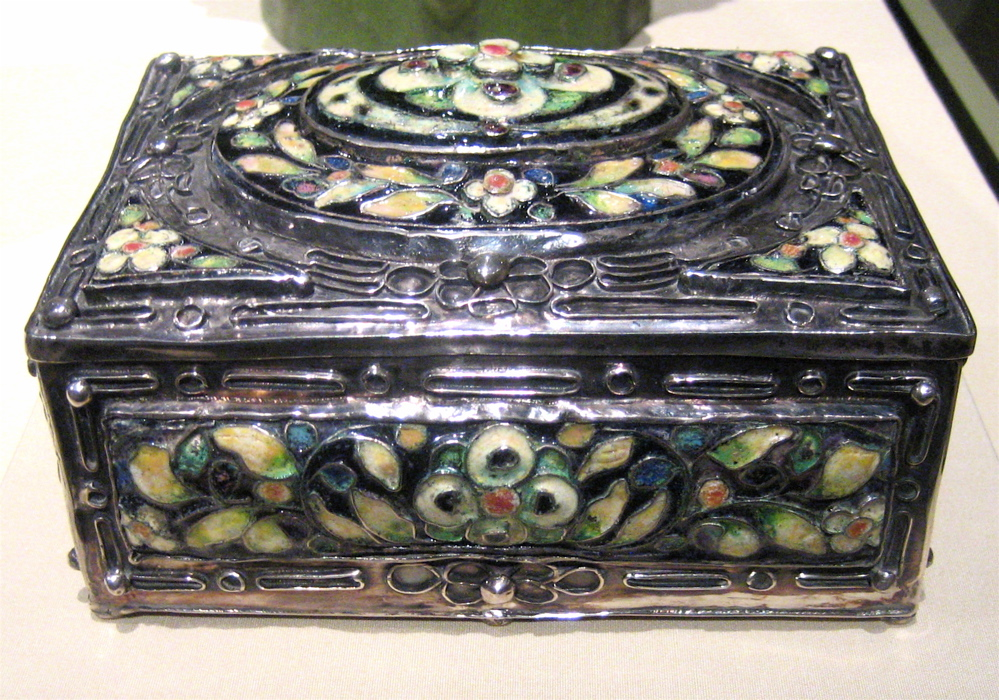
Schatzkästchen

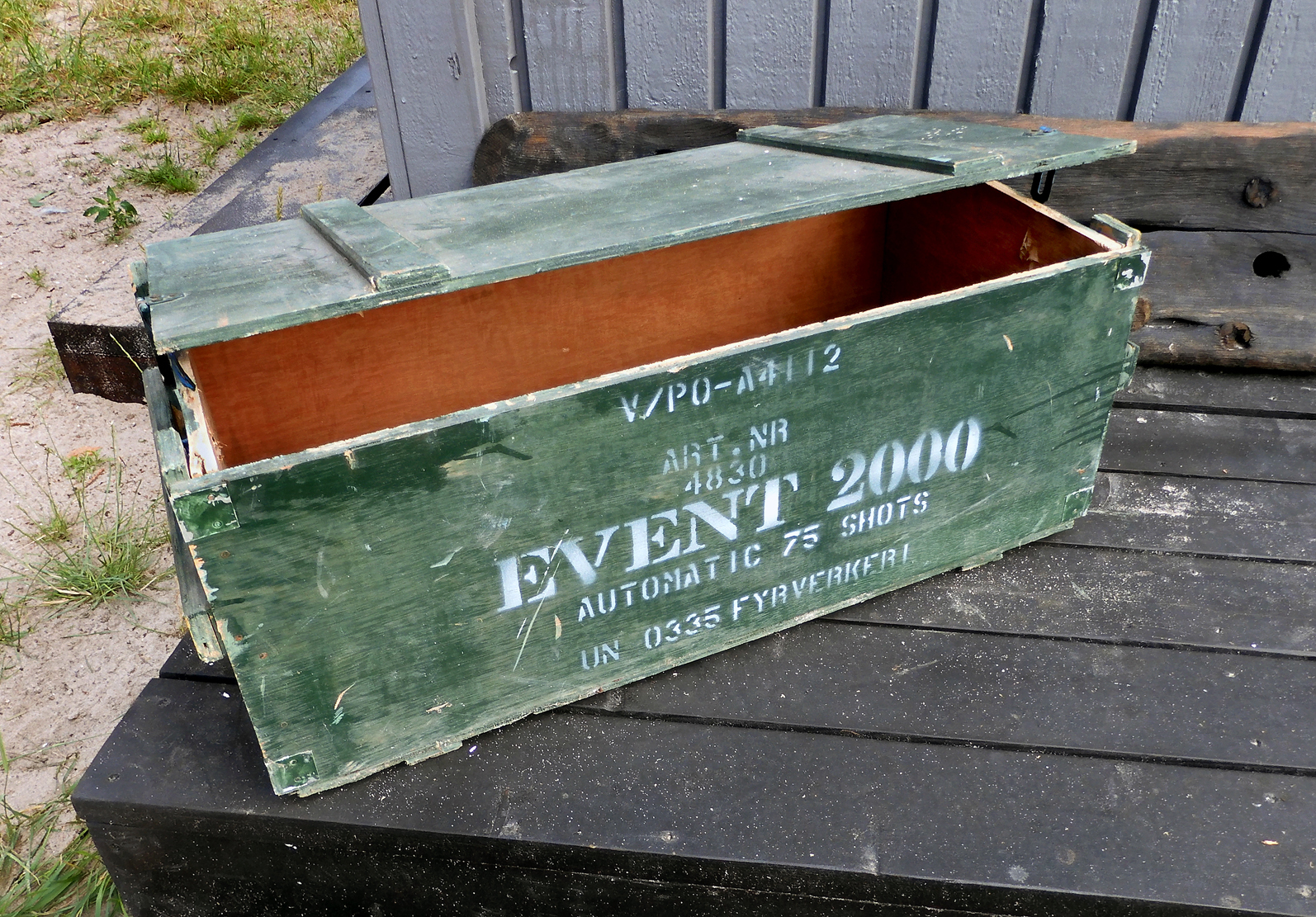
Eine Kasten für Feuerwerk.

- Baukasten („Bausteinkasten“), Spielzeug, siehe auch: Experimentierkasten
- Briefkasten für Postsendungen
- Brotkasten im Haushalt
- Fledermauskasten
- Griffelkasten, im historischen Schulgebrauch
- Gurtkasten, Waffenteil
- Munitionskiste, für Munition
- Radkasten im Auto
- Schlüsselkasten
- Spielzeugkiste, zum Verstauen von Spielzeug
- Tuschkasten, Malutensil
- Verbandkasten, Sanitätsutensil
- Werkzeugkasten
- Zettelkasten für Notizen

Nach Funktion
- Ablaichkasten, im Aquarium
- Brutkasten, Inkubator
- Formkasten, in der Gießerei die feste Umrahmung für die Gussform
- Gotteskasten, traditioneller Geldbehälter in Sakralbauwerken
- Guckkasten, historisches Schau- und Betrachtungsgerät
- Hamburger Kasten (Waffenschrank)
- Handschuhkasten, hermetisch abgeschlossener Behälter für bestimmte Manipulationen
- Kasten, Turngerät beim Gerätturnen
- Keimkasten in Mälzereien
- Lesekasten, Lernmittel
- Magazinkasten, Gewehrteil
- Rechenkasten, Rechenhilfsmittel
- Schlagkasten, chinesisches Musikinstrument Zhu
- Seekasten, Schiffsbauteil
- Senkkasten, Wasserbauwerk
- Setzkasten, für Bleilettern im Druckwesen
- Verbindungskasten, in der Elektrotechnik

Nach Position bzw. Lage
- Dachkasten, Bauteil eines Hauses
- Deichselkasten, Autozubehör
- Mauerkasten, Gebäudeteil

Im übertragenen Sinn
- Kummerkasten